# Ingolsheim
Ingolsheim (German: Inglesheim) là một xã thuộc tỉnh Bas-Rhin trong vùng Grand Est đông bắc Pháp.